# Báthori Ferenc
Báthori Ferenc (Balkány, 1860. május 8. – Szászrégen, 1936. július 25.) magyar nyelvész, néprajzkutató.
Egyetemi tanulmányait Budapesten, Bécsben és Kolozsvárt végezte, 1896-tól 1926-ig a nagyváradi felsőkereskedelmi iskolában tanított. Szenvedélyes utazó, bejárta Európát, Egyiptomot és Palesztinát, élményeiről színes útirajzokban számolt be.
Tudományos szempontból jelentősek lappföldi kutatásai: ötször járt a norvégiai és finnországi lapp településeken, népmeséket és dalokat vett fonográffal viaszhengerre. Utazásaim a lappok földjén című munkája (Nagyvárad, 1917) alapján Nicolae Iorga felkérésére 1924-ben előadást tartott a Vălenii de Munte-i szabadegyetemen. Évtizedeken át jelentős szerepet játszott Nagyvárad társadalmi és művelődési életében. Gazdag könyvtárát a Szigligeti Társaságnak adományozta.

## Kötetei
- Finn és lapp mesék / [vál. és] ford.Báthori Ferenc. Nagyvárad : Sonnenfeld Ny., 1911. 63 p., 3 t. (A finn mesék szerzője Zachris Topelius)
- Utazásaim a lappok földjén : útirajzok 42 eredeti fényképpel, 5 rajzzal és 1 térképpel / irta Báthori Ferenc. Nagyvárad : Sonnenfeld A., 1917. 120 p., 1 térk. : ill.